# Bagropsis reinhardti
Bagropsis reinhardti (багропс Рейнґардта) — єдиний вид роду Bagropsis родини Пласкоголові соми ряду сомоподібні. Наукова назва походить від мосарабського слова bagre, що веде своє походження від грецького слова pagros, тобто «певна риба», та грецького слова ops — «зовнішній вигляд».

## Опис
Загальна довжина сягає 22,7 см. Голова витягнута. Очі помірно великі. Є 3 пари вусів, з яких довгі (1 пара) розташовані на верхній щелепі. Тулуб подовжений, кремезний. Спинний плавець високий, помірно широкий, з 2 жорсткими променями. Грудні плавці дещо витягнуті. Черевні плавці невеличкі. Жировий та анальний плавці низькі та довгі, проте жировий довший. Хвостовий плавець трохи витягнутий, вузько розрізаний, лопаті широкі.
Забарвлення спини й боків піщане, світло-коричневе, черево білувато-кремове.

## Спосіб життя
Біологія вивчена недостатньо. Це демерсальна риба. Віддає перевагу прісній і чистій воді. Активна у присмерку і вночі. Живиться переважно водними безхребетними, трохи рибою та водоростями.

## Розповсюдження
Мешкає у басейні річки Сан-Франсиску (Бразилія).